# Кар-Тукульти-Нинурта

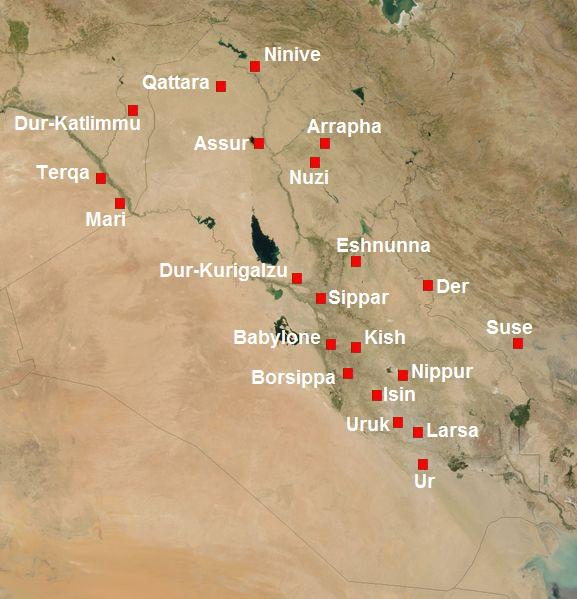
Месопотамия во II тысячелетии до н. э.

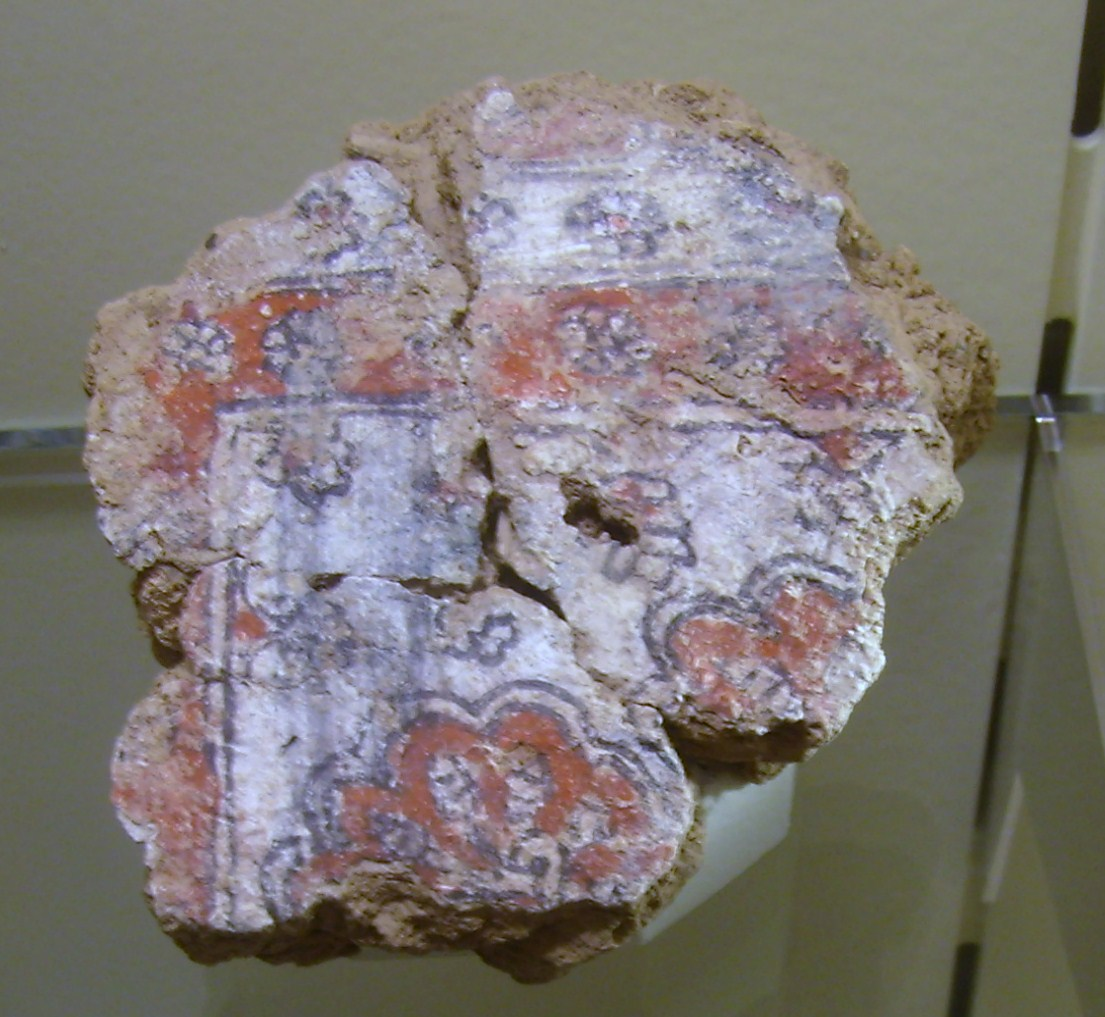
Фрагмент настенной росписи из дворца в Кар-Тукульти-Нинурте.

Кар-Тукульти-Нинурта (современное название — Тулул-эль-Акар в провинции Салах-эд-Дин в Ираке) — древнеассирийский город, который был новым культовым центром бога Ашшура и возможно, новой столицей, основанной ассирийским царём Тукульти-Нинуртой I примерно 1243—1207 годах до н. э. к северу от Ашшура. Название города означает «Порт Тукульти-Нинурта».

## История
Кар-Тукульти-Нинурта был основан примерно в трёх километрах к северу от города Ашшура — старой столицы Ассирийской империи. Кар-Тукульти-Нинурта находился на левом берегу реки Тигр. Ограждённая стеной территория города имела размер 800 на 800 метров. По середине города находилась стена, которая делила его на западную и восточную части. В западной части, рядом с рекой, был обнаружен в ходе раскопок храм, посвящённый главному ассирийскому божеству — Ашшуру. Храмовый комплекс был размером 53 на 90 метров. На западной стороне этого комплекса находился зиккурат. В зиккурате были найдены тексты, в которых говорится, что храм является храмом Ашшура, а также в них говорится о местонахождении города, хотя о городе было известно ещё до его раскопок из других текстов. Из других текстов также известно, что идол бога был перенесён из Ашшура в этот храм.
На севере храма стоял царский дворец. Дворец находился на платформе высотой примерно 18 метров. Все останки дворца и платформы — безвозвратно утеряны, хотя было обнаружено много настенных росписей. Это говорит о том, что дворец был богато украшен. Также был обнаружен второй дворец — плохо сохранившееся сооружение, которое, возможно, было входом большого дворцового комплекса. Дворцовый комплекс включал оба дворца.
Город был заброшен после смерти царя Тукульти-Нинурты I, а идол бога Ашшура был возвращён в старую столицу.

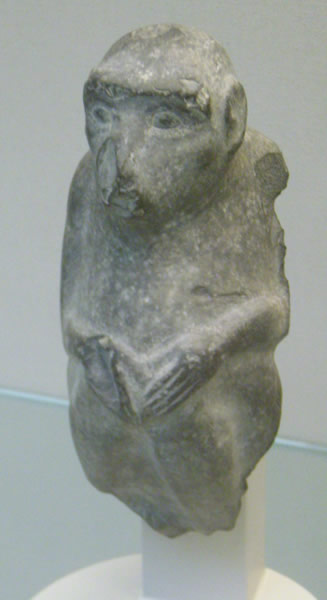
Каменная фигура обезьяны из Кар-Тукульти-Нинурты.

## Археология

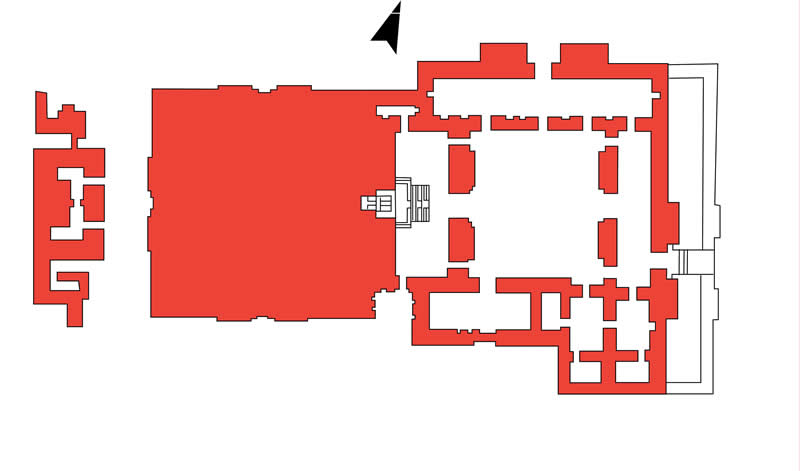
План храма Ашшура.

Кар-Тукульти-Нинурта впервые был раскопан немецкой группой из «Германского восточного общества» (нем. Deutsche Orient-Gesellschaft) в период 1913-1914 годов под руководством Вальтера Бахмана (нем. Walter Bachmann), который в то время занимался городом Ашшуром. В настоящее время находки, найденные при раскопках, хранятся в Пергамском музее в Берлине, в Британском музее в Лондоне, а также в Стамбуле. Бахман не опубликовал результаты своей работы, а его полевые заметки были утеряны. Полный отчёт о раскопках появился только в 1985 году.
Исследовательская работа на месте была возобновлена в 1986 году группой из «Германского исследовательского фонда», возглавляемый Р. Диттманом. В 1989 году были проведены ещё одни раскопки.